# 大拉多梅希爾
大拉多梅希爾是波蘭的城鎮，位於該國東南部，由喀爾巴阡山省負責管轄，面積8.38平方公里，鎮上有兩座猶太人墳場，2006年人口2,912，人口密度為每平方公里350人。

## 外部連結
- Official town webpage（页面存档备份，存于）

50°11′40″N 21°16′30″E / 50.19444°N 21.27500°E